# Эверсы
Эверс (нем. Ewers) — дворянский род.

## Происхождение и история рода
Семейная линия начинается с вестфальского крестьянина Иоганна Фридриха Эверса (1747−1803). Его младший сын Иоганн Филипп Густав фон Эверс (1779−1830) перебрался в Лифляндию, где позже стал профессором и ректором Дерптского университета. В 1827 он был возведен в русское дворянство. Его сын Отто Родерих фон Эверс (1812−1873 гг.) в 1860 был включен в мартикулы Ливонского рыцарства.
Линия рода прервалась в 1873.

## Описание герба
В черном поле пять золотых шестиконечных звезд (3 + 2). В красной главе щита, три золотых лилии.
Щит увенчан немецким коронованным дворянским шлемом. Нашлемник — пять павлиньих перьев. Намет красный и черный подложен золотом.